# Кровные Братья (Marvel Comics)
Кровные Братья (англ. Blood Brothers) — вымышленные персонажи, которые появляются в комиксах, публикуемых Marvel Comics. Они впервые появились в Iron Man #55 (Февраль 1973) и были созданы Джимом Старлином и Майком Фридрихом.

## История публикаций
После своего дебюта, Кровные Братья вернулись в истории Старлина/Фридриха в Marvel Feature #12 (Ноябрь 1973), снова сражаясь против супергероя Железного Человека, здесь объединились с членом Фантастической Четверки Существом. Кровные Братья продолжали быть антагонистами Железного Человека в Iron Man #89—91 (Август—Октябрь 1976), а затем исчезли из публикации на несколько лет прежде, чем повторно появиться, чтобы сражаться против титулованной команды супергероев в The Avengers #252—253 (Январь—Февраль 1990). После появлений в Quasar #12 (Июль 1990) и X-Men том 2, #107 (Декабрь 2000), они временно заключили союз, чтобы помочь супергероям Земли против общей угрозы минисерии из трех выпусков Maximum Security (Декабрь 2000 — Январь 2001; первые два выпуска выпустили в том же месяце). Они были затем замечены, как межпланетные тюремные беглецы на Земле, в минисерии из четырех выпусков в Drax the Destroyer #1—4 (Ноябрь 2005 — Февраль 2006), где один Кровный Брат умер.
Они не связаны с высокотехнологичной мотобандой "Кровные Братья", замеченные в X-51 #10—12 (Май—Июль 2000).

## Вымышленная биография персонажей
Кровные Братья — крупные похожие друг на друга обезьяноподобные пришельцы, первоначально служа на Титана-Таноса, действуя в качестве защитников его первой базы на Земле. Преследуемые Драксом Разрушителем, дуэт сражался против супергероев Железного Человека и Существа в попытке помешать им вмешаться в планы Таноса. Когда они провалил это задание, Танос телепортирует Кровных Братьев к нераскрытому месту.
Они вновь появляются несколько лет спустя на службе у злодея Контроллера и сражаются против Железного Человека еще раз. Железный Человек побеждает их обоих при помощи героя Сорвиголовы. Некоторое время спустя, вооруженные силы Соединенных Штатов обнаруживают старую базу на Земле Таноса в Аризоне, и после активации некоторые механизмы случайно телепортируют Кровных Братьев. Эти двое сражаются против Мстителей и в конечном счете лишены сил братом Таноса, Эросом.
Кровные Братья заключены в тюрьму, но позже освобождены героем Квазаром и оставлены на планете Марс. Позже они пытаются остановить Роуг из Людей Икс спасти мутанта от инопланетной расы Скруллов. Братья позже сражаются вместе с металюдьми Земли против вторжения Эго-Живой Планеты, но позже заключены в тюрьму c пришельцами-преступниками Пайбоком и Лунатиком. Пара в конечном счете сбегает и разбивается при посадке на Землю. Они помогают поработить небольшой город Аляски в попытке сделать достойное пространство для корабля. Эти терпят неудачу из-за вмешательства Дракса Разрушителя, где один брат очевидно убит. Второй брат, однако, выживает и позже замечен убегающим из Рафта, плавающей тюрьмы для суперзлодеев.
Выживший брат позже присоединяется к Капюшону и его преступной империи и помогает сражаться против чужеродной армады Скруллов во время вторжения Скруллов на Землю. Он присоединяется к банде Капюшона в нападении на Новых Мстителей, которые ожидали Темных Мстителей вместо них. Когда Джонс Харроу, один из многих членов синдиката Капюшона, разделяет власть, выживший Брат — часть отколовшейся группы, которая сформировывается и восстает против структуры власти Нормана Озборна. Большая часть это конфронтации происходит на Тайм-Сквер Нью-Йорка. Это заканчивается, когда Харроу убит Капюшон. 
Еще раз под командованием Нормана Озборна, Кровный Брат — часть многих злодейских сил, представленные как часть Осады Асгарда, план, который заканчивается серьезным поражением родного брата.

## Силы и способности
Огромная сила и прочность каждого Кровного Брата зависят от близости двух близнецов. Стоя вместе, эти двое имеют высокую степень сверхчеловеческой силы, но, если разделены, они слабеют ниже нормальных человеческих уровней. Братья также пьют кровь в манере вампиров, хотя неясно, является ли она их пропитанием.

## Вне комиксов

### Телевидение
- Кровные Братья появляются в мультсериале «Мстители, общий сбор!», озвученные Дэвидом Кэем и Лайамом О'Брайеном. Они заманивают Халка в засаду наверху Башни Старка, пока Капитан Америка, Сокол, Соколиный Глаз и Железный Человек не прибывают. Когда Кровные Братья сковали Халка, они подключают устройство к спине Халка, которое перекачивает гамма энергию Халка, которая заставила некоторых Мстителей заразиться нестабильным гамма энергетическим вирусом. Кровные Братья связываются с Красным Черепом, чтобы сказать ему, что миссия выполнена. Красный Череп прекращает связь с Кровными Братьями, когда они начинают спрашивать об их оплате.